# Embalse Recoleta
Embalse Recoleta är en reservoar i Chile.   Den ligger i regionen Región de Coquimbo, i den centrala delen av landet, 300 km norr om huvudstaden Santiago de Chile. Embalse Recoleta ligger 383 meter över havet. Arean är 555 kvadratkilometer. Den sträcker sig 4,1 kilometer i nord-sydlig riktning, och 2,6 kilometer i öst-västlig riktning.
Omgivningarna runt Embalse Recoleta är i huvudsak ett öppet busklandskap. Runt Embalse Recoleta är det glesbefolkat, med 20 invånare per kvadratkilometer.